# The Prude's Fall
Il peccato della puritana (The Prude's Fall) è un film muto del 1924 diretto da Graham Cutts.

## Produzione
Il film fu girato negli studi di Islington, a Londra, prodotto dalla Balcon, Freedman & Saville.  Il 1924 è l'anno in cui il produttore Michael Balcon acquista, insieme a Graham Cutts, gli studi di Islington dalla Famous Players e fonda la compagnia Gainsborough Pictures.

## Distribuzione
Distribuito dalla Wardour Films, il film uscì negli USA nel maggio 1924. Del film esiste una copia incompleta.

### Date di uscita
- USA	maggio 1924
- Germania	18 febbraio 1926	 (Berlin)

Alias
- The Prude's Fall	UK (titolo originale)
- Dangerous Virtue	USA
- El pecado de la puritana	Venezuela
- Il peccato della puritana	Italia
- Seine zweite Frau	Germania